# Wjatschaslau Hleb
Wjatschaslau Hleb (belarussisch Вячаслаў Глеб; auch russisch Вячеслав Глеб, Wjatscheslaw Gleb; FIFA-Schreibweise Vyatcheslav Hleb; * 12. Februar 1983 in Minsk, BSSR, damals Sowjetunion) ist ein ehemaliger belarussischer Fußballspieler.
Hlebs Bruder ist Aljaksandr Hleb, ebenfalls Profifußballer, mit dem er zusammen beim VfB Stuttgart spielte.

## Laufbahn

### Verein
Wjatschaslau Hleb, der zwei Jahre jüngere Bruder von Aljaksandr Hleb, stammt aus der Jugend des belarussischen Rekordmeisters Dinamo Minsk. 2001 folgte er seinem Bruder zum VfB Stuttgart, wo er Teil des Kaders der zweiten Mannschaft war, die in der seinerzeit drittklassigen Fußball-Regionalliga Süd spielte. Im Januar 2004 wechselte er zum Hamburger SV. Bei den Norddeutschen kam er 10-mal zu einem Bundesligaeinsatz. Nach seinem Engagement beim HSV spielte er in der Rückrunde der Saison 2004/05 beim Schweizer Erstligisten Grasshoppers Zürich. Vom 1. Juli 2005 an stand Hleb beim belarussischen Erstligisten MTS-RIPA Minsk unter Vertrag. 2007 konnte er bei einem Probetraining beim FBK Kaunas nicht überzeugen und kehrte nach Minsk zurück. Im Kalenderjahr 2009 spielte er in China für Shanghai Shenhua und im Jahr darauf für Shenzhen Ruby. Im Januar 2011 kehrte er nach Minsk zurück, löste aber schon im Sommer seinen Vertrag auf. Ende August 2011 unterschrieb er beim deutschen Zweitligisten FSV Frankfurt einen Einjahresvertrag. Am 22. Dezember 2011 gab der FSV Frankfurt bekannt, dass der Vertrag mit Hleb in beiderseitigem Einvernehmen zum Jahresende aufgelöst worden sei. Am 16. Februar 2012 wurde bekannt, dass Hleb einen Vertrag bis Dezember 2012 beim belarussischen Erstligisten FK Homel unterschrieben hat. Am 6. März 2012 debütierte er für FK Homel im Finale des belarussischen Supercups gegen BATE Baryssau. Dabei wurde er zum Matchwinner, da er beide Treffer zum 2:0-Endstand erzielte. Anfang September 2012 gab der griechische Zweitligist AEL Kallonis die Verpflichtung von Hleb bekannt. Er unterschrieb einen Einjahresvertrag bis Ende Juni 2013. Nachdem sein Vertrag bei den Griechen ausgelaufen war, kehrte er zurück in seine Heimat zu Torpedo Schodsina. Nach drei Jahren wechselte er weiter zum FK Krumkatschy Minsk, 2017/18 spielte er für Njoman Hrodna und 2019/20 für Arsenal Dsjarschynsk.

### Nationalmannschaft
Von 2004 bis 2011 gehörte er zum Kader der Belarussischen Fußballnationalmannschaft. In 45 Einsätzen erzielte er zwölf Treffer für sein Heimatland.

## Erfolge
- DFB-Junioren-Pokalsieger: 2001
- Belarussischer Pokalsieger: 2004/05, 2007/08
- Belarussischer Supercupgewinner: 2012